# Harsh
El harsh (también conocido como harsh rock o harsh music) es un género derivado de las combinaciones musicales de la música popular, tomando como principales bases la mezcla de géneros como Heavy Metal, Punk Rock, Pop, Funk, Nu Metal, Hip Hop y Rock. Es un género caracterizado por tomar los elementos de la mayoría de los géneros populares de la industria de la música, normalmente las letras de las canciones harsh suelen tratar sobre protestas, denuncias, reclamos o problemas sociales, aunque se suele utilizar una temática lírica generalmente abierta. Se suele clasificar a la banda como harsh cuando la misma demuestra tintes de sonido poderoso y aguerrido, a la cual no se la puede clasificar por un solo género ya que cuenta con más de uno en su composición musical.

## Sonido y características
El harsh toma elementos de la música popular y se pueden apreciar sonidos relacionados con el pop, como sintetizadores, instrumentos de cuerda, instrumentos de viento y también de percusión. Se suele utilizar el concepto "libre interpretación y creación" de la canción, por lo cual uno puede encontrarse una base de canción Punk que contenga puentes con ritmos arábicos y sonidos Pop, es decir, que se suele utilizar todo tipo de ideas de manera libre sin perder la base de la canción. Por lo general, se utiliza una base de género para la canción y la misma contiene baches y secciones de otros géneros.

## Creación
El primer registro de las denominadas bandas harsh se encuentra en Argentina. Estas comienzan su desarrollo a partir del año 2007 con la creación de la banda harsh Overdose. Otros ejemplos de bandas relativamente harsh son The Tensos, Catupecu Machu y Bersuit Vergarabat entre otros.

## Significado y elaboración del términoharsh
El término harsh (que vendría a ser "áspero/duro") abarca derivados de significados como "cruel", "violento", "estridente", "escabroso", "duro" y "aspero". El término fue creado por Pablo Valencia y Patricio Agustín Ward de la banda Overdose, en medio de un debate por saber cuál era el género de la banda. Se intentó encontrar un término para la creación del nombre del género. En una frase de un libro que Pablo vio por la calle, leyó la frase "Harsh - Unpleasantly coarse and rough to the touch" (Desagradablemente gruesa y áspera al tacto). El concepto "áspera al tacto" hace referencia al valor de las bandas para embarcarse en la composición de un género sin límite de gustos ni esquemas, por lo cual el nombre del género fue bautizado como harsh.
- Datos: Q116210851